# Stella Maxwell
Stella Maxwell (België, 15 mei 1990) is een Brits model. Ze is een van de 15 modellen die verkozen zijn tot engel van Victoria's Secret.

## Biografie
Maxwell was geboren in België als de dochter van een diplomaat en liep school in Woluwe. Op haar dertiende verhuisde haar familie naar Canberra en een jaar later naar Wellington.
Ze werkte als model reeds voor onder andere ASOS, Alexander McQueen, H&M, River Island, Urban Outfitters, Vogue en Elle.